# Vuelta a Castilla y León 2025
La Vuelta a Castilla y León 2025, trentanovesima edizione della corsa e valida come evento dell'UCI Europe Tour 2025 categoria 1.1, si svolse il 27 luglio 2025 su un percorso di 201,1 km, con partenza da Laguna de Duero e arrivo a Peñafiel, in Spagna. La vittoria fu appannaggio dello spagnolo Haimar Etxeberria, il quale completò il percorso in 4h36'52", alla media di 43,581 km/h, precedendo il connazionale Jesús Herrada e l'italiano Cristian Scaroni.
Sul traguardo di Peñafiel 122 ciclisti, dei 129 partiti da Laguna de Duero, portarono a termine la competizione.

## Squadre e corridori partecipanti
| N.    | Cod. | Squadra                |
| ----- | ---- | ---------------------- |
| 1-7   | BBH  | Burgos-Burpellet-BH    |
| 11-16 | MOV  | Movistar Team          |
| 21-27 | UAD  | UAE Team Emirates XRG  |
| 31-37 | XAT  | XDS Astana Team        |
| 41-47 | COF  | Cofidis                |
| 51-57 | CJR  | Caja Rural-Seguros RGA |
| 61-67 | EUS  | Euskaltel-Euskadi      |
| 71-77 | EKP  | Equipo Kern Pharma     |
| 81-87 | Q36  | Q36.5 Pro Cycling Team |
| 91-97 | TEN  | TotalEnergies          |

| N.      | Cod. | Squadra                              |
| ------- | ---- | ------------------------------------ |
| 101-107 | RKT  | Unibet Tietema Rockets               |
| 111-117 | PTV  | Team Polti VisitMalta                |
| 121-127 | IBA  | Illes Balears Arabay                 |
| 131-137 | TAV  | Tavfer-Ovos Matinados-Mortágua       |
| 141-147 | VSC  | Victoria Sports Pro Cycling          |
| 151-157 | PTL  | Petrolike                            |
| 161-167 | PIT  | Pingtan International Tourism Island |
| 171-177 | TSL  | Team Skyline                         |
| 181-187 | ESP  | Spagna                               |

## Ordine d'arrivo (Top 10)
| Pos. | Corridore         | Squadra       | Tempo    |
| ---- | ----------------- | ------------- | -------- |
| 1    | Haimar Etxeberria | Kern          | 4h36'52" |
| 2    | Jesús Herrada     | Cofidis       | s.t.     |
| 3    | Cristian Scaroni  | XDS           | s.t.     |
| 4    | Lukáš Kubiš       | Unibet        | s.t.     |
| 5    | Eduard Prades     | Caja Rural    | s.t.     |
| 6    | Mark Donovan      | Q36.5         | s.t.     |
| 7    | Rui Oliveira      | UAE           | s.t.     |
| 8    | Sergi Darder      | Caja Rural    | s.t.     |
| 9    | Baptiste Vadic    | TotalEnergies | s.t.     |
| 10   | António Morgado   | UAE           | s.t.     |